# James Coleman (artiste)
Pour les articles homonymes, voir Coleman et James Coleman (homonymie).
James Coleman,  né en  1941 à Ballaghaderreen, comté de Roscommon, est un artiste irlandais, qui travaille entre autres sur les images projetées. 

## Biographie
James Coleman étudie au National College of Art and Design de Dublin et à la University College Dublin.
Il représente l'Irlande à la Biennale de Paris en 1973. Dès cette époque, il produit des installations et des vidéos intégrant des phénomènes de glissement du regard par le biais de séquences d'effacement, d'images immobiles, de sons désynchronisés. Souvent, les situations sociales qu'il met en scène en convoquant la dramaturgie du théâtre et composant des tableaux vivants ou « récits d'image », sont dépeintes avec une précision qui, paradoxalement, crée une ambiguïté narrative. L'une de ses premières pièces, Playback For a Daydream (1974) convoque la figure du canard-lapin.
Coleman a travaillé à Paris et à Londres, puis Milan, où il est resté vingt ans. 
Il habite et travaille désormais en Irlande. Le titre de « Doctor of Fine Arts honoris causa » lui a été remis par l'université nationale d'Irlande (NUI, Galway) en juin 2006.

## Œuvres notables
- So Different and Yet..., 1979-1980
- Living and Presumed Dead, 1983-1985, Collection Centre Georges Pompidou
- Charon, 1989, MIT Project
- [sans titre], 1992, Documenta 9
- I N I T I A L S, 1993-1994
- Retake With Evidence, 2007
- Still Life, 2013-2016

## Expositions
- Rétrospective James Coleman, Centre Georges Pompidou, juin-août 2021.

### Sources
- (en) Cet article est partiellement ou en totalité issu de l’article de Wikipédia en anglais intitulé « James Coleman » (voir la liste des auteurs).